# Élections législatives de 1924 dans la Mayenne
Les élections législatives françaises de 1924 se déroulent le 11 mai 1924. Dans le département de la Mayenne, quatre députés sont à élire dans le cadre d'un scrutin de liste avec représentation proportionnelle.

## Mode de scrutin
Le nouveau mode de scrutin est un compromis entre scrutin majoritaire et scrutin proportionnel. Censé améliorer le fonctionnement des institutions en supprimant les fiefs électoraux et en permettant l'élection de majorités plus larges, il est toutefois très complexe et critiqué à la fois par les électeurs qui le comprennent mal et par certains journalistes politiques comme Georges Lachapelle qui en soulignent les défauts. Son fonctionnement (simplifié) est le suivant :
1. Avant le scrutin, les candidats peuvent se regrouper sur des listes pourvu que ces listes ne comptent pas plus de candidats qu'il n'y a de postes de députés à pourvoir (4 postes dans la Mayenne par exemple). Les candidatures isolées sont toutefois autorisées si elles sont soutenues par au moins cent électeurs ;
2. Le jour du scrutin, l'électeur peut panacher plusieurs listes, rayer ou ajouter des noms (par exemple, ajouter le nom d'un candidat isolé sur une des listes) pourvu qu'il ne vote pas pour plus de candidats que le nombre de postes de députés à pourvoir (donc un électeur pouvait voter pour 4 candidats au maximum dans la Mayenne) ;
3. Une fois le vote terminé, les candidats ont trois moyens d'être élus. Premièrement, si un ou plusieurs candidats recueillent la majorité absolue des suffrages exprimés, ils sont proclamés élus. Secondement, s'il reste des sièges à pourvoir, les siéges sont attribués par liste selon la méthode du quotient qui est égal à la somme des suffrages exprimés divisée par le nombre de sièges à pourvoir. Autrement dit, une liste obtient autant de sièges que le nombre moyen de suffrages qu'ont récoltés ses candidats contient de fois le quotient. À l'intérieur des listes, les sièges sont attribués aux candidats ayant obtenu le plus grand nombre de suffrages. Troisièmement, s'il reste des sièges non pourvus, ils sont répartis selon la méthode de la plus forte moyenne qui avantage les listes ayant obtenu les meilleurs scores.

## Élus
| Identité               | Parti | Parti                             |
| ---------------------- | ----- | --------------------------------- |
| Maurice Dutreil        |       | Rép. de gauche                    |
| Jacques Duboys-Fresney |       | Entente républicaine démocratique |
| César Chabrun          |       | Rép. de gauche                    |
| Guy de Montjou         |       | Entente républicaine démocratique |

## Candidats
Deux listes officielles s'affrontent durant cette élection :
- la liste du Cartel d'Union nationale et républicaine pour le Bloc national ;
- la liste du Bloc ouvrier-paysan pour la SFIC.

La Mayenne n'ayant plus droit qu'à quatre députés. Henri de Monti de Rezé, député sortant, conservateur, a consenti à se retirer spontanément pour se présenter par la suite au Sénat. Il n'y aura donc pas de liste monarchiste à prévoir en concurrence au Bloc national. De même, le bloc du Cartel des gauches qui devait faire une liste avec Jean Chaulin-Servinière ne présente pas de liste. Une liste socialiste se présente seule face au Bloc National.

### Bloc national
| N° | Candidats | Candidats              | Parti                             | Principales fonctions                                                       |
| -- | --------- | ---------------------- | --------------------------------- | --------------------------------------------------------------------------- |
| 01 |           | Maurice Dutreil        | Rép. de gauche                    | agriculteur                                                                 |
| 02 |           | Jacques Duboys-Fresney | Entente républicaine démocratique | Maire d'Origné. Conseiller général du Canton de Château-Gontier agriculteur |
| 03 |           | César Chabrun          | Rép. de gauche                    | Professeur à la Faculté libre de droit de Paris                             |
| 04 |           | Guy de Montjou         | Entente républicaine démocratique | Conseiller général du Canton de Lassay avocat                               |

### Cartel des gauches
Pas de liste.

### Bloc Ouvrier et Paysan (section française de l'Internationale communiste)
Paul Devenon était le seul candidat local, ses trois colistiers ayant été parachutés de Rennes. Interrogé sur ce point au cours d’une réunion électorale à Château-Gontier le 10 mai 1924, Charles Tillon répondit que le Bloc ouvrier-paysan présente des idées et non des hommes et que, d’autre part, le département de la Mayenne, justement réputé comme le plus arriéré de France, ne possède pas d’éléments susceptibles de figurer sur la liste des candidats du Bloc ouvrier et paysan.
| N° | Candidats | Candidats       | Parti | Principales fonctions    |
| -- | --------- | --------------- | ----- | ------------------------ |
| 01 |           | Paul Devenon    | SFIC  | Manœuvre en bâtiment     |
| 02 |           | Auguste Boivent | SFIC  | Coupeur en chaussures    |
| 03 |           | Jean Pinochet   | SFIC  | Employé du chemin de fer |
| 04 |           | Marcel Sevestre | SFIC  | Vannier                  |

## Résultats

### Analyse
Avec plus de 10 % des suffrages exprimés, le Parti communiste obtient un résultat exceptionnel pour le département et pour l’époque, mais il ne doit pas faire illusion sur ses forces réelles. Il s’explique par l’absence de la liste du Cartel des gauches.

## Résultats départementaux

### Par listes
| Listes         | Listes                                  | Premier tour | Premier tour | Sièges |
| Listes         | Listes                                  | Voix         | %            | Sièges |
| -------------- | --------------------------------------- | ------------ | ------------ | ------ |
|                | Liste d'Union républicaine démocratique | 39 549       | 78,96        | 4      |
|                | Liste du Bloc ouvrier-paysan            | 5 213        | 10,41        | 0      |
|                |                                         |              |              |        |
| Inscrits       | Inscrits                                | 72 648       | 100,00       | 4      |
| Votants        | Votants                                 | 58 325       | 57,31        |        |
| Abstention     | Abstention                              | 15 273       | 42,69        |        |
| Blancs et nuls | Blancs et nuls                          | 8 235        | 14,12        |        |
| Exprimés       | Exprimés                                | 50 090       | 85,88        |        |

### Par candidats
| Candidat<      | Candidat<              | Tendance       | Premier tour | Premier tour |
| Candidat<      | Candidat<              | Tendance       | Voix         | %            |
| -------------- | ---------------------- | -------------- | ------------ | ------------ |
|                | Maurice Dutreil        | Rép. de gauche | 40 242       | 80,34        |
|                | Jacques Duboys-Fresney | FR             | 39 601       | 79,06        |
|                | César Chabrun          | Rép. de gauche | 39 352       | 78,56        |
|                | Guy de Montjou         | FR             | 39 001       | 77,86        |
|                |                        |                |              |              |
|                | Paul Devenon           | PC-SFIC        | 5 340        | 10,66        |
|                | Auguste Boivent        | PC-SFIC        | 5 198        | 10,38        |
|                | Jean Pinochet          | PC-SFIC        | 5 190        | 10,36        |
|                | Marcel Sevestre        | PC-SFIC        | 5 126        | 10,23        |
|                |                        |                |              |              |
| Inscrits       | Inscrits               | Inscrits       | 72 648       | 100,00       |
| Votants        | Votants                | Votants        | 58 325       | 57,31        |
| Abstention     | Abstention             | Abstention     | 15 273       | 42,69        |
| Blancs et nuls | Blancs et nuls         | Blancs et nuls | 8 235        | 14,12        |
| Exprimés       | Exprimés               | Exprimés       | 50 090       | 85,88        |